# Château du Breuil (Iffendic)
Le château du Breil est situé dans la commune d'Iffendic, dans le département d'Ille-et-Vilaine, en région Bretagne, en France.

## Histoire

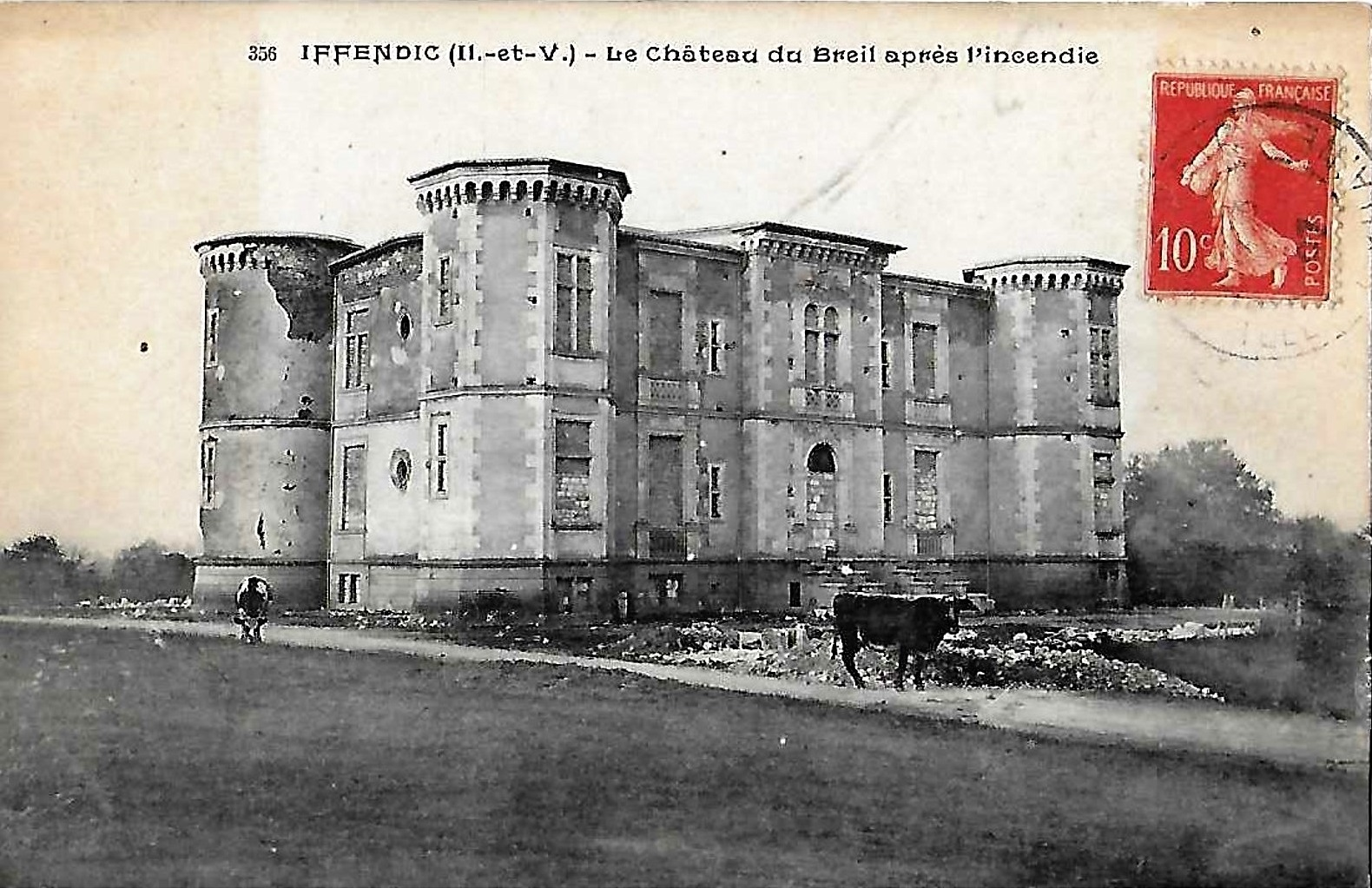
Le château du Breil à Iffendic (35) (apres l'incendie de 1903), vers 1907.

L'édifice de style néo-Renaissance fut construit en 1863 sur le site d’un ancien manoir pour Armand Huchet de Cintré par l'architecte Aristide Tourneux.
L'ancien manoir du Breil, avait droit de Haute, Moyenne et Basse Justice pour messire du Breil en 1480, ainsi que Gedouin de la Dobiaye du Pont d'Eschevilly, Becdeliévre de la Busnelaye, Huchet de Chintré, et Barbier.
Elle possédait une chapelle, et un colombier, vergers et bois, ainsi qu'un moulin sur les bords de la rivière du Meu.
La seigneurie possédait plusieurs métairies dont:
Celle de la Barre; de la Porte; du Breuil; de Launay; du Verger; de la Ville-Herviette; de la Garenne.
La partie haute du château, toiture et cheminées,  fut détruite par un incendie dans la nuit du 27 au 28 juin 1903, seuls les vestiges (partie basse, murs et tours) sont visibles de nos jours.
Le château ne fut jamais reconstruit. Un plafond a été rajouté après l'incendie, les portes et fenêtres chargées de moulures sont murées.
Au portail d'entrée on pouvait voir les armoiries de Julien Bédouin, seigneur du Breil et de son épouse, mais aujourd'hui disparues.
Sa dernière propriétaire le lègue à la Congrégation religieuse Notre-Dame du Vieux-Cours qui le revend à une famille d'Iffendic en 1992.